# بيت الجعدي

تعديل مصدري - تعديل

بيت الجعدي هي إحدى قرى عزلة القارة بمديرية رصد التابعة لمحافظة أبين، بلغ تعداد سكانها 105 نسمة حسب تعداد اليمن لعام 2004.